# Laguna Alsina
Laguna Alsina är en saltsjö i Argentina.   Den ligger i provinsen Buenos Aires, i den centrala delen av landet, 400 km sydväst om huvudstaden Buenos Aires. Arean är 86 kvadratkilometer.
Trakten runt Laguna Alsina består till största delen av jordbruksmark. Runt Laguna Alsina är det mycket glesbefolkat, med 2 invånare per kvadratkilometer.